# Mark Todd
Mark Todd (Cambridge, Nova Zelanda, 1956) és un genet neozelandès, guanyador de sis medalles olímpiques. És un especialista en proves del concurs complet d'equitació, si bé també ha participat en proves de salts. El 2019 és va jubilar amb 63 anys, després d'una rica carrera.

## Biografia
Va néixer l'1 de març de 1956 a la ciutat de Cambridge, població situada a l'Illa del Nord. El 1985 fou nomenat Membre de l'Imperi Britànic, i des de 1995 ostenta el títol de Comandant de l'Orde de l'Imperi Britànic (CBE).

## Carrera esportiva
Va ser elegit per als jocs olímpics de 1980, als qual no va particiapr per mor del boicot. Va participar, als 28 anys, en els Jocs Olímpics d'Estiu de 1984 a Los Angeles (Estats Units), on va guanyar la medalla d'or en la prova individual del concurs complet i finalitzar sisè en la prova per equips, guanyant així un diploma olímpic. En els Jocs Olímpics d'Estiu de 1988 a Seül (Corea del Sud) va revalidar el seu títol individual i guanyà la medalla de bronze en la prova per equips, a més de participar en les proves de salts, si bé en aquestes no obtingué cap resultat remarcable.
En els Jocs Olímpics d'Estiu de 1992 a Barcelona (Catalunya) guanyà la medalla d'argent en la prova per equips del concurs complet, finalitzant últim en la prova individual. En aquests Jocs tornà a participar en les proves de salt, si bé novament no tingué succés. Absent dels Jocs Olímpics d'estiu de 1996 a Atlanta (Estats Units), en els Jocs Olímpics d'Estiu de 2000 a Sydney (Austràlia) va guanyar la medalla de bronze en la prova individual del concurs complet i la vuitena posició en la prova per equips, i va obtenir així un nou diploma olímpic.
Absent dels Jocs Olímpics d'estiu de 2004 a Atenes (Grècia), va participar en els Jocs Olímpics d'Estiu de 2008 a Pequín (República Popular de la Xina), on va finalitzar cinquè en la prova per equips, guanyant un nou diploma olímpic, i dissetè en la prova individual. En els Jocs Olímpics d'Estiu de 2012 a Londres (Regne Unit) va guanyar la medalla de bronze en la prova per equips del concurs complet, i finalitzà dotzè en la prova individual.
Al llarg de la seva carrera ha guanyat quatre medalles en els Jocs Eqüestres Mundials, de les quals dues d'or; i una medalla en el Campionat d'Europa.